# العلاقات التشيلية الجنوب إفريقية
العلاقات التشيلية الجنوب أفريقية هي العلاقات الثنائية التي تجمع بين تشيلي وجنوب أفريقيا.

## مقارنة بين البلدين
هذه مقارنة عامة ومرجعية للدولتين:
| وجه المقارنة                                              | تشيلي                         | جنوب أفريقيا |
| --------------------------------------------------------- | ----------------------------- | --- |
| المساحة (كم2)                                             | 756.10 ألف                    | 1.22 مليون |
| عدد السكان (نسمة)                                         | 17.37 مليون                   | 57.73 مليون |
| الكثافة السكانية (ن./كم²)                                 | 22.97                         | 47.32 |
| العاصمة                                                   | سانتياغو                      | بريتوريا، بلومفونتين، كيب تاون |
| اللغة الرسمية                                             | اللغة الإسبانية               | لغة إنجليزية، اللغة الأفريقانية، اللغة النديبلي الجنوبية، اللغة السوثو الشمالية، اللغة السوتية، لغة سوازي، اللغة التسونجا، اللغة التسوانية، اللغة الفيندية، اللغة الكوسية، اللغة الزولوية |
| العملة                                                    | بيزو تشيلي، وحدة حساب تشيلية ‏ | راند جنوب أفريقي |
| الناتج المحلي الإجمالي (بليون دولار)                      | 277.08 مليار                  | 349.42 مليار |
| الناتج المحلي الإجمالي (تعادل القوة الشرائية) بليون دولار | 419.39 مليار                  | 725.91 مليار |
| الناتج المحلي الإجمالي الاسمي للفرد دولار أمريكي          | 13.42 ألف                     | 5.72 ألف |
| الناتج المحلي الإجمالي للفرد دولار أمريكي                 | 22.07 ألف                     | 13.05 ألف |
| مؤشر التنمية البشرية                                      | 0.832                         | 0.666 |
| رمز المكالمات الدولي                                      | +56                           | +27 |
| رمز الإنترنت                                              | .cl                           | .za |
| المنطقة الزمنية                                           | 00، 00، 00، 00                | ت ع م+02:00، أفريقيا/جوهانسبرغ ‏ |

## منظمات دولية مشتركة
يشترك البلدان في عضوية مجموعة من المنظمات الدولية، منها:
| علم المنظمة | اسم المنظمة                        | تاريخ انضمام تشيلي | تاريخ انضمام جنوب أفريقيا |
| ----------- | ---------------------------------- | ------------------ | ------------------------- |
|             | مؤسسة التنمية الدولية              | 30 ديسمبر 1960     | 12 أكتوبر 1960            |
|             | يونسكو                             | 7 يوليو 1953       | 4 نوفمبر 1946             |
|             | وكالة ضمان الاستثمار متعدد الأطراف | 12 أبريل 1988      | 10 مارس 1994              |
|             | الأمم المتحدة                      | 24 أكتوبر 1945     | 7 نوفمبر 1945             |
|             | الفريق المعني برصد الأرض           | ?                  | ?                         |
|             | الاتحاد البريدي العالمي            | ?                  | ?                         |
|             | البنك الدولي للإنشاء والتعمير      | 31 ديسمبر 1945     | 27 ديسمبر 1945            |
|             | المنظمة الهيدروغرافية الدولية      | ?                  | ?                         |
|             | الاتحاد الدولي للاتصالات           | 1908               | 1910                      |
|             | منظمة حظر الأسلحة الكيميائية       | ?                  | ?                         |
|             | مؤسسة التمويل الدولية              | 15 أبريل 1957      | 3 أبريل 1957              |
|             | منظمة التجارة العالمية             | ?                  | 1995                      |
|             | منظمة الشرطة الجنائية الدولية      | ?                  | ?                         |

## وصلات خارجية
- موقع وزارة الخارجية التشيلية
- موقع وزارة الخارجية الجنوب أفريقية